# Iarlath di Tuam

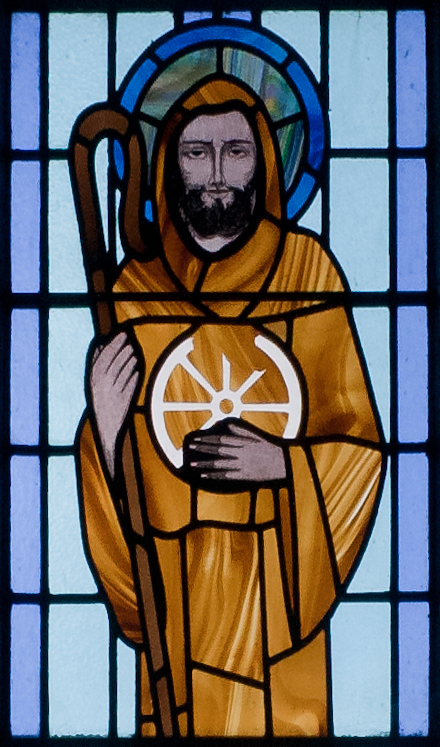
Il santo raffigurato in una vetrata della chiesa di San Benigno a Kilbennan

Iarlath (... – fine del VI secolo) è ritenuto il fondatore e primo vescovo della sede di Tuam. Il suo culto come santo è stato confermato da papa Leone XIII nel 1902.

## Biografia
Le notizie sulla vita di Iarlath sono scarse e spesso viene confuso con l'omonimo santo vescovo di Armagh.
Era discendente di Ruddhraigh: fondò il monastero di Cluainfois (o Cloonfush) e fu abate-vescovo del luogo, poi si trasferì nella località in cui poi sorse la città di Tuam.
La sua figura fu riscoperta e valorizzata solo a partire dall'XI secolo, quando la sede vescovile di Tuam iniziò ad affermarsi sulle altre della regione.

## Il culto
Papa Leone XIII, con decreto del 19 giugno 1902, ne confermò il culto con il titolo di santo.
Il suo elogio si legge nel martirologio romano al 6 giugno.